# Stephen Moyer
Stephen Moyer (Stephen John Emery, Brentwood, 11 de outubro de 1969) é um ator inglês.

## Biografia
Moyer nasceu em Brentwood, Essex. Foi estudante da St Martin's School em Hutton, Essex, e se formou na Academia de Música e Arte Dramática de Londres.

## Carreira
Depois de se formar, Stephen Moyer trabalhou no teatro durante cinco anos. Ele trabalhou com o Teatro Nacional de Gales, na Royal Shakespeare Company e a Oxford Stage Company, trabalho em que saiu em turnê atuando como Romeu em produções de Romeu e Julieta. Ele então fez a transição para televisão e cinema.
Em 2010, Moyer fez um filme de vampiros, Priest, com estreia nos Estados Unidos em 13 de agosto. Ainda em 2010, Stephen Moyer, juntamente com Anna Paquin, estrelou o suspense Open House, longa dirigido por Andrew Paquin (irmão de Anna).

## Filmografia

### Cinema
| Ano  | Título          | Papel               | Notas |
| ---- | --------------- | ------------------- | ----- |
| 1997 | Prince Valiant  | Prince Valiant      |       |
| 1998 | Comic Act       |                     |       |
| 2000 | Quills          | Prouix, o Arquiteto |       |
| 2003 | Trinity         | Brach               |       |
| 2004 | Deadlines       | Alex Randal         |       |
| 2004 | The Final Quest | Jovem Danny Duke    |       |
| 2005 | Undiscovered    | Mick Benson         |       |
| 2007 | 88 Minutes      | Guy LaForge         |       |
| 2008 | Restraint       | Andrew              |       |
| 2010 | Open House      | Josh                |       |
| 2011 | The Caller      | John Guidi          |       |
| 2011 | Priest          | Owen Pace           |       |
| 2011 | O Duplo         | Brutus              |       |
| 2012 | The Barrens     | Richard Vineyard    |       |
| 2013 | Evidence        | Detetive Reese      |       |
| 2013 | Devil's Knot    | John Fogelman       |       |

## Televisão

### Telefilmes
| Ano  | Título              | Papel            | Notas |
| ---- | ------------------- | ---------------- | ----- |
| 1996 | Lord of Misrule     | Olly             |       |
| 2000 | The Secret          | Marcel Birkstead |       |
| 2000 | Princess of Thieves | Prince Philip    |       |
| 2000 | Men Only            | Jason            |       |
| 2000 | Uprising            | Kazik Rotem      |       |
| 2000 | Menace              | Mark             |       |
| 2003 | Perfect             | Mark             |       |
| 2003 | Entrusted           | David Quatermain |       |
| 2007 | Empathy             | Jimmy Collins    |       |

### Séries
| Ano  | Título                | Papel                  | Notas                   |
| ---- | --------------------- | ---------------------- | ----------------------- |
| 1993 | Conjugal Rites        | Philip Masefield       | 13 episódios, 1993–1994 |
| 1996 | Cadfael               | Martin Franks          | 16 episódios, 1995      |
| 1997 | A Touch of Frost      | D.C. Burton            | 1 episódio, 1997        |
| 1997 | The Grand             | Stephen Bannerman      | 8 episódios, 1997       |
| 1998 | Ultraviolet           | Jack/Jack Beresford    | 2 episódios, 1998       |
| 1999 | Highlander: The Raven | Jeremy Dexter          | 1 episódio, 1999        |
| 1999 | Midsomer Murders      | Christopher Wainwright | 1 episódio, 1999        |
| 1999 | Life Support          | Dr. Tom Scott          | 5 episódios, 1999       |
| 1999 | Cold Feet             | Nick Marsden           | 1 episódio, 1999        |
| 2000 | Sunburn               | Trevor Watts           | 1 episódio, 2000        |
| 2000 | Peak Practice         | Chris Rhodes           | 1 episódio, 2000        |
| 2004 | NY-LON                | Michael Antonioni      | 7 episódios, 2004       |
| 2005 | Waking the Dead       | Steven Hunt            | 2 episódios, 2005       |
| 2006 | Casualty              | Dr. Mark Ellis         | 1 episódio, 2006        |
| 2007 | Lilies                | Mr. Brazendal          | 8 episódios, 2007       |
| 2007 | The Starter Wife      | Sam                    | 6 episódios, 2007       |
| 2008 | True Blood            | Bill Compton           | 2008–2014               |
| 2010 | ice                   | Peterson               | 2 episódios, 2011       |
| 2012 | Jan                   | Gery                   | 8 episódios, 2012       |
| 2017 | The Gifted            | Reed Strucked          | 2017-presente           |

## Voz
| Ano  | Título           | Papel | Notas            |
| ---- | ---------------- | ----- | ---------------- |
| 2011 | Phineas and Ferb | Jared | 1 episódio, 2011 |

## Como produtor
| Ano  | Título                  | Notas                               |
| ---- | ----------------------- | ----------------------------------- |
| 2013 | Free Ride               | produtor executivo                  |
| 2014 | Civilianaire Boys' Club | produtor executivo (curta-metragem) |

## Prêmios
| Ano  | Nomiação   | Prêmio            | Categoria                                 | Resultado |
| ---- | ---------- | ----------------- | ----------------------------------------- | --------- |
| 2009 | True Blood | Satellite Award   | Melhor Elenco em televisão                | Venceu    |
| 2009 | True Blood | Scream Award      | Melhor Ator em Filme ou TV Show de Terror | Venceu    |
| 2009 | True Blood | Teen Choice Award | Escolha do Verão em televisão: Masculino  | Indicado  |
| 2010 | True Blood | Saturn Award      | Melhor Ator em Televisão                  | Indicado  |
| 2010 | True Blood | Teen Choice Award | Escolha do Verão Estrela de TV: Masculino | Indicado  |
| 2010 | True Blood | Scream Award      | Melhor Ator na categoria Terror           | Indicado  |
| 2010 | True Blood | Scream Award      | Holy Sh*t! Cena do Ano                    | Venceu    |
| 2010 | True Blood | Satellite Award   | Melhor Ator em Série de televisão - Drama | Indicado  |
| 2011 | True Blood | Saturn Award      | Melhor Ator em Televisão                  | Venceu    |
| 2011 | True Blood | Scream Award      | Melhor Ator na categoria Terror           | Indicado  |

## Vida pessoal

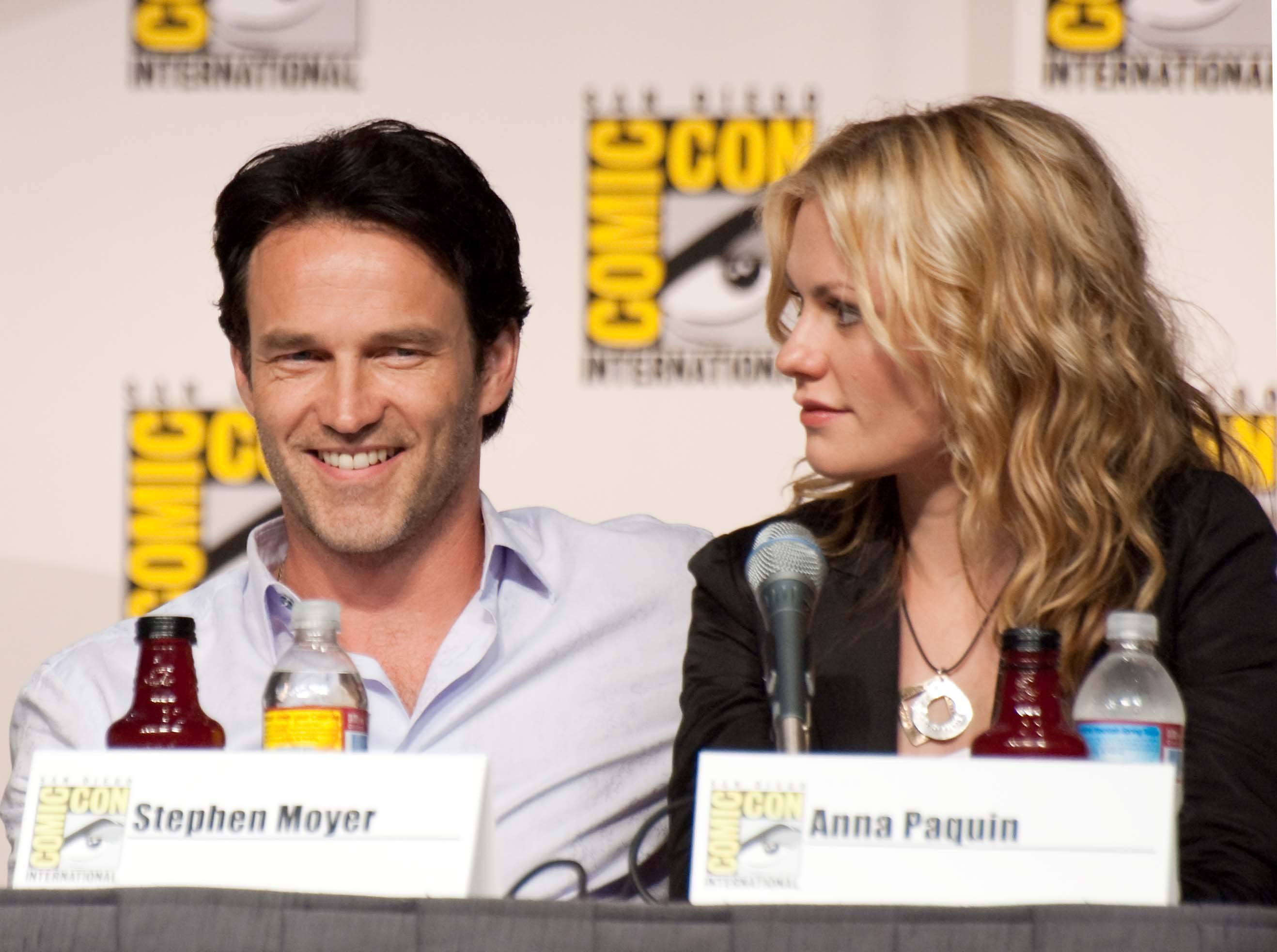
Stephen Moyer e Anna Paquin.

Em 5 de Agosto de 2009, foi confirmado noivado de Moyer com Anna Paquin, que interpreta Sookie Stackhouse, seu par romântico na série da HBO True Blood. Eles estão juntos desde as filmagens piloto da série, em 2007 e atualmente tem filhos gêmeos, chamados Poppy e Charlie Moyer, nascidos no final de 2012.
Stephen Moyer tem mais um filho, Billy, nascido em 2000 e uma filha, Lilac, nascida em 2002, de relacionamentos anteriores.